# Église Notre-Dame-de-Grâces de Plusquellec
Pour les articles homonymes, voir Notre-Dame-de-Grâces.
L'église Notre-Dame-de-Grâces est une église située à Plusquellec, dans les Côtes-d'Armor en France. Elle est utilisée par l'Église catholique et rattachée au diocèse de Saint-Brieuc et Tréguier.

## Architecture
L'église est accompagnée d'un ossuaire et d'un calvaire. 
L'église présente un porche orienté sud, abritant une série d'apôtres sculptés en granit.

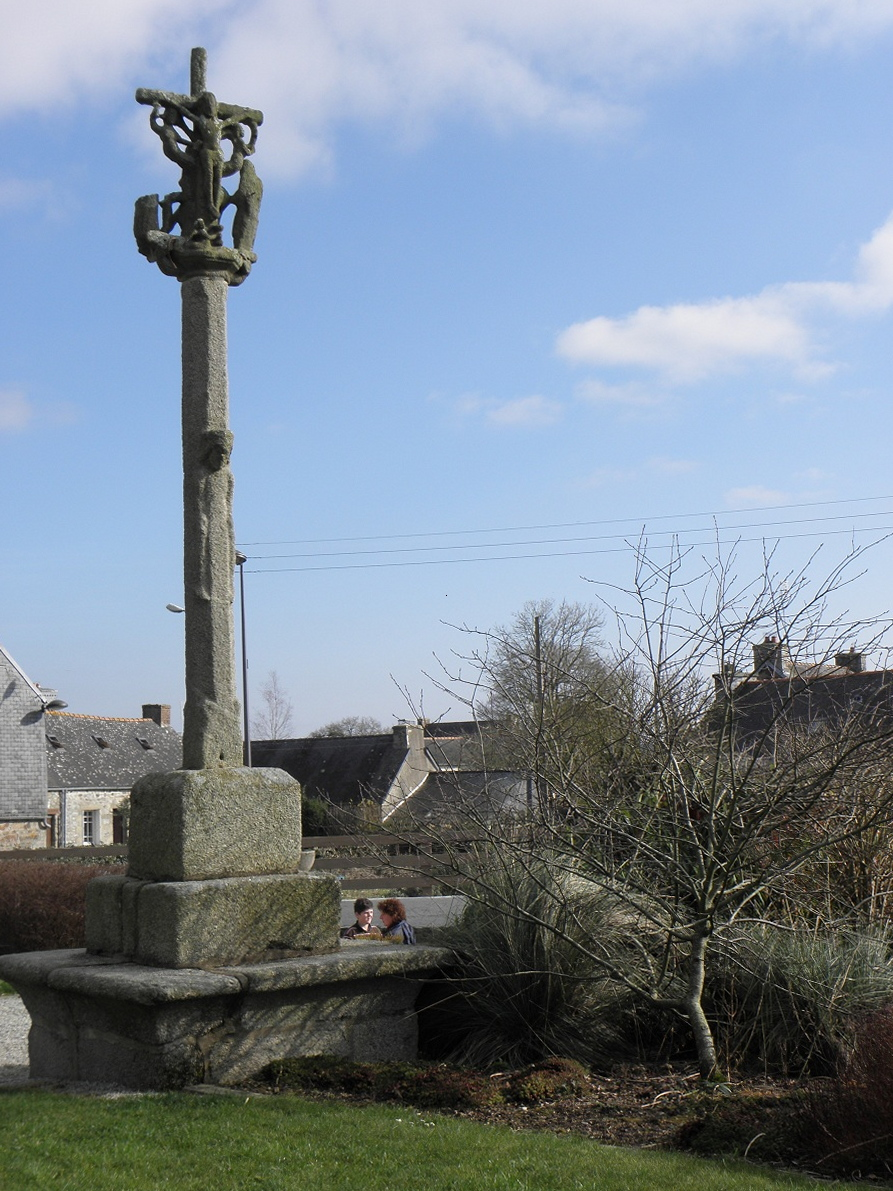
Calvaire
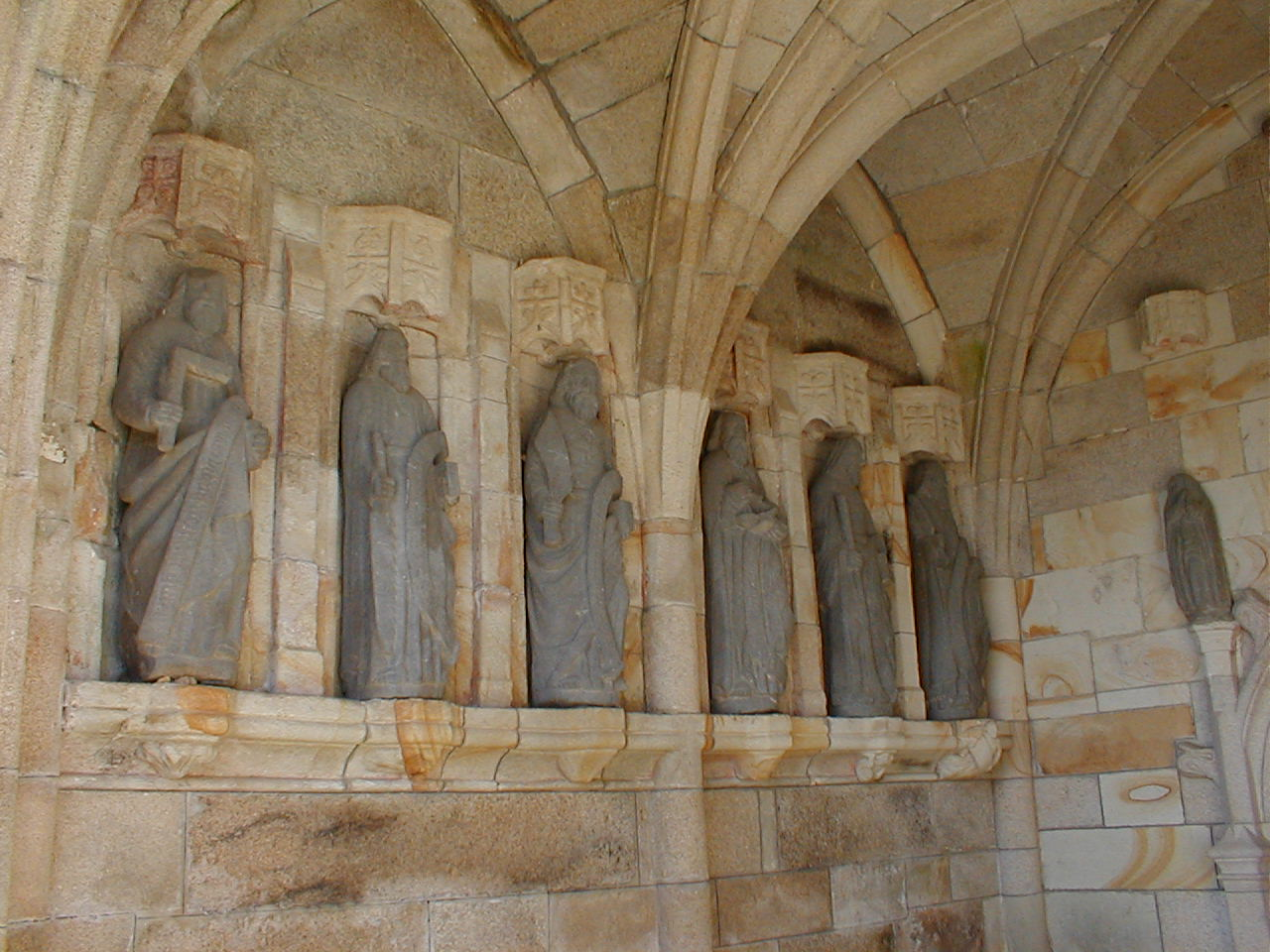
Apôtres

## Historique
L'église date du XVIe siècle.
Le calvaire, l'ossuaire et le porche sud de l'église font l'objet d'une inscription au titre des monuments historiques par arrêté du 24 mars 1926.
L'église a été inscrite en totalité par arrêté du 19 septembre 2018,.

## Mobilier

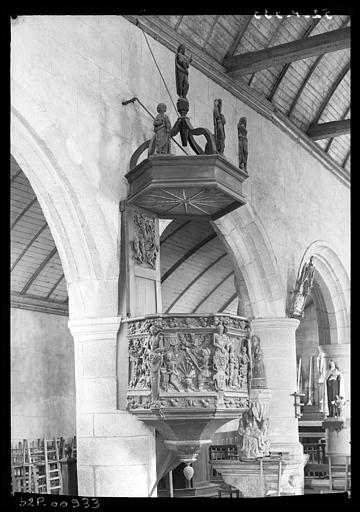
Chaire à prêcher.

L'église abrite une vingtaine d'objets protégés au titre des monuments historiques, notamment les fonts baptismaux, la chaire à prêcher et les bas-reliefs de la porte d'entrée.